# Biləsuvar (Rayon)
Biləsuvar (auch Bilasuvar) ist ein Rayon in Aserbaidschan. Hauptstadt des Bezirks ist die Stadt Biləsuvar. Der Bezirk grenzt im Westen an die iranische Provinz Ardabil.

## Geografie
Bilasuvar ist ein süd-aserbaidschanischer Rayon. Der Rayon hat eine Fläche von 1358 km². Der Bezirk liegt in der Mugansteppe.

## Bevölkerung
Der Rayon hat 106.300 Einwohner (Stand: 2021). 2009 betrug die Einwohnerzahl 87.300. Diese verteilt sich auf eine Stadt und 25 Dörfer.

## Wirtschaft
Die Region ist agrarisch geprägt, es werden vor allem Baumwolle und Getreide angebaut sowie Viehzucht betrieben.